# Thierry Liger
Pour les articles homonymes, voir Liger.
Thierry Liger, né le 27 mai 1970 à Nogent-le-Rotrou (Eure-et-Loir), est un homme politique français.

## Biographie
En 2014, il est élu maire de Maison-Maugis.
En 2020, il est élu président de la communauté de communes Cœur du Perche,.
En 2021, il est élu au conseil régional de Normandie,.
À la suite de la nomination de Véronique Louwagie au gouvernement, il devient député de la 2e circonscription de l'Orne,.